# Jungermannia subulata
Jungermannia subulata är en levermossart. Jungermannia subulata ingår i släktet slevmossor, och familjen Jungermanniaceae. Arten är reproducerande i Sverige.